# Amaxia ornata
Amaxia ornata är en fjärilsart som beskrevs av De Toulgoët 1989. Amaxia ornata ingår i släktet Amaxia och familjen björnspinnare. Inga underarter finns listade i Catalogue of Life.